# اریک لاندوفسکی
اریک لاندوفسکی (به فرانسوی: Eric Landowski) اهل فرانسه، نشانه‌شناس اجتماعی، جامعه‌شناس، سردبیر سابق مجلهٔ (به فرانسوی: Revue internationale de Sémiotique juridique)، (به انگلیسی: International Journal for the Semiotics of Law)، عضو نویسندگان مجلهٔ (به فرانسوی: Actes sémiotiques) و مدیر مرکز تحقیقات نشانه‌شناسی اجتماعی در سائو پائولو برزیل است.

## اندیشه‌ها
اریک لاندوفسکی، نشانه‌شناس پساساختارگرا، الگوی نظام‌های معنایی و تعاملی خود، یعنی برنامه‌مداری، مجاب‌سازی، تصادف و تطبیق را به‌ترتیب براساس اصول «قاعده‌مندی»، «نیت‌مندی»، «شانس» و «امر احساسی» تعریف می‌کند.
اساس و جوهر بینش لاندوفسکی در خصوص معنا و فهم در همین نکته نهفته‌است: «فهمیدن، یعنی ساختن. پس یعنی به چیزی هستی دادن: به جهان هستی دادن، به جهان به مثابه جهانی معنادار، اما همزمان یعنی هستی دادن به خود به مثابه سوژه.»
اریک لاندوفسکی، چهار سبک زندگی متفاوت را از هم تشخیص می‌دهد: سبک زندگی اسنوب (مبتنی بر تقلید کورکورانه)، سبک زندگی داندی (مبتنی بر خلق تمایز)، سبک زندگی آفتاب‌پرست (مبتنی بر تقلید آگاهانه) و سبک زندگی خرس (مبتنی بر خود بودن).

## آثار
- Passions sans nom, essais de socio-sémiotique III, Paris, Presses universitaires de France, 2004. احساسات بی‌نام
- Présences de l'autre, essais de socio-sémiotique II, Paris, Presses universitaires de France, 1997. حضورهای دیگری
- Les interactions risquées, Limoges, PULIM Université de Limoges, Nouveaux Actes sémiotiques, 101-103, 2005. تعامل‌های خطری
- La société réfléchie, essais de socio-sémiotique, Paris, Seuil, La Couleur des idées, 1989.